# Усијани комшилук
Усијани комшилук (енгл. Deck the Halls) америчка је божићна филмска комедија из 2006. године у режији Џона Вајтсела. Главне улоге тумаче Дени Девито и Метју Бродерик. Приказан је 22. новембра 2006. године у Сједињеним Америчким Државама.

## Радња
За офталмолога Стива Финча из Кловердејла у Масачусетсу ниједно доба године не може да се пореди са величанственошћу Божића. Већ годинама предузима серију искрених, али извештачених празничних обичаја које његова породица — супруга Кели, ћерка Медисон и син Картер — напросто више не може да толерише.
Упркос захтевима породице, суперорганизовани Стив је децембарски календар испунио свим и свачим, од снимања редовне божићне породичне фотографије, до ритуелног бирања јелке и ноћи певања божићних песама по комшилуку. Такође је испланирао време за куповину, „лична размишљања” и градски традиционални годишњи зимски фестивал чију организацију Стив с радошћу надгледа.
Али Стивова божићна радост бива изненада прекинута када се аљкави продавац аутомобила Бади Хол досели у кућу поред, а Стив се директно сукоби са новим комшијом. Бади убрзо почиње да подрива Стивову доминацију локалног „краља Божића” када окити своју нову кућу са толико сијалица да је учини видљивом и из свемира.
Мотивисан славом коју постиже својим бљештавим украсима чија се снага мери мегаватима, Бади им придодаје живу сцену штале са магарцима, кравама, овцом и увозном камилом настављајући да прави хаос око побеснелог Стива на много креативно-уврнутих начина.

## Улоге
| Глумац          | Улога              |
| --------------- | ------------------ |
| Дени Девито     | Бади Хол           |
| Метју Бродерик  | др Стив Финч       |
| Кристин Дејвис  | Кели Финч          |
| Кристин Ченоует | Тија Хол           |
| Алија Шокат     | Медисон Финч       |
| Дилан Блу       | Картер Финч        |
| Хорхе Гарсија   | Волас              |
| Фред Армисен    | Густав             |
| Џилијан Вигман  | Герт               |
| Рајан Девлин    | Боб Мари           |
| Кели Олдриџ     | Ешли Хол           |
| Сабрина Олдриџ  | Емили Хол          |
| Локлин Манро    | Тед Бекам          |
| Шон О’Брајан    | градоначелник Јанг |
| Џеки Бароуз     | госпођа Рајор      |
| Гари Чок        | шериф Дејв         |
| Никола Пелц     | Макензи            |
| Кал Пен         | Амит Саид          |